# Lia Block
Lia Block (Park City, Estados Unidos; 1 de octubre de 2006) es una piloto de automovilismo estadounidense de monoplazas y rally. En 2024 compite en la F1 Academy con el equipo ART Grand Prix, además de ser integrante de la academia de pilotos de Williams.
Es hija del también expiloto, Ken Block.

## Carrera

### American Rally Association
Block compitió en la temporada 2023 de la American Rally Association compitiendo en la clase Open 2WD (O2WD). Se convirtió en la campeona más joven en la historia de la serie.

### Extreme E
El 3 de julio de 2023, Carl Cox Motorsport anunció que habían firmado con Block para el resto de la temporada 2023 del Extreme E, asociándose con Timo Scheider y reemplazando a Christine GZ.

### Nitrocross NEXT
El 14 de junio de 2023, se anunció que Block se uniría a OSME para el Campeonato de Nitrocross 2023-24. Después de lograr un cuarto lugar en la primera ronda, ganó su segunda carrera en la ruta, pero luego fue descalificada debido a una reincorporación insegura en las primeras etapas de la carrera.

### F1 Academy
El 14 de noviembre de 2023, se anunció que Block se uniría a ART Grand Prix para la temporada 2024 de la F1 Academy, en asociación con la piloto de desarrollo de McLaren, Bianca Bustamante. Al mismo tiempo, se anunció que se había unido a la Academia de pilotos de Williams.

## Resumen de carrera
| Temporada | Categoría                         | Equipo                   | Carreras     | Victorias    | Poles        | VR           | Podios       | Puntos       | Pos.         |
| --------- | --------------------------------- | ------------------------ | ------------ | ------------ | ------------ | ------------ | ------------ | ------------ | ------------ |
| 2021      | American Rally Association - 2WD  | Hoonigan Racing Division | 1            | 0            | N/A          | N/A          | 0            | 0            | NC           |
| 2022      | American Rally Association - 2WD  | Hoonigan Racing Division | 6            | 0            | N/A          | N/A          | 2            | 49           | 5.ª          |
| 2022-23   | Nitrocross - SXS                  |                          | 4            | 0            | N/A          | N/A          | 0            | 140          | 8.ª          |
| 2023      | American Rally Association - O2WD | Block House Racing       | 5            | 4            | N/A          | N/A          | 5            | 114          | 1.ª          |
| 2023      | American Rally Association - O4WD | Block House Racing       | 1            | 0            | N/A          | N/A          | 0            | 0            | NC           |
| 2023      | Extreme E                         | Carl Cox Motorsport      | 6            | 0            | N/A          | N/A          | 0            | 27           | 14.ª         |
| 2023-24   | Nitrocross - NEXT                 | OMSE                     | 7            | 0            | N/A          | N/A          | 3            | 327          | 6.ª          |
| 2023-24   | Nitrocross - Group E              | Vermont SportsCar        | 1            | 0            | N/A          | N/A          | 0            | 32           | 19.ª         |
| 2024      | Fórmula Winter Series             | GRS Team                 | 8            | 0            | 0            | 0            | 0            | 0            | 45.ª         |
| 2024      | F1 Academy                        | ART Grand Prix           | 14           | 0            | 0            | 0            | 0            | 44           | 8.ª          |
| 2024      | Campeonato de España de F4        | GRS Team                 | 6            | 0            | 0            | 0            | 0            | 0            | 36.ª         |
| 2024      | Campeonato de Italia de Fórmula 4 | ART Grand Prix           | 3            | 0            | 0            | 0            | 0            | 0            | 49.ª         |
| 2025      | F1 Academy                        | ART Grand Prix           | Disputándose | Disputándose | Disputándose | Disputándose | Disputándose | Disputándose | Disputándose |
| Fuente:   |                                   |                          |              |              |              |              |              |              |              |

## Vida personal
Block es hija del fallecido piloto de rally estadounidense Ken Block.